# Abborragyl (Bräkne-Hoby socken, Blekinge)
Abborragyl är en sjö i Ronneby kommun i Blekinge och ingår i Bräkneån-Mieåns kustområde.